# Путилов, Алексей Иванович
Алексей Иванович Путилов (24 июня (6 июля) 1866 — 2 июня 1940, Париж, Франция) — русский промышленник и финансист.

## Биография
Дворянин. Сын тайного советника и почётного мирового судьи Ивана Павловича Путилова (1839—1916). Внучатый племянник Николая Ивановича Путилова, предпринимателя и владельца Путиловского завода в Санкт-Петербурге.
Обучался в Первой Санкт-Петербургской гимназии. В 1889 году окончил юридический факультет Петербургского университета. После завершения обучения в университете Путилову было предложено остаться на юридическом факультете для приготовления к профессорскому званию, но он отказался.
С 1890 года служил в министерстве финансов помощником юрисконсульта. С 1898 года — делопроизводитель общей канцелярии министра. Обратил на себя внимание С. Ю. Витте, с 1900 года — исполняющий обязанности замдиректора канцелярии и секретарь при министре, с 1902 года — директор общей канцелярии министерства. В октябре [1905 года, после назначения С. Ю. Витте председателем Совета министров, назначен товарищем министра финансов И. П. Шипова (с 28 октября 1905 по 24 апреля 1906) и управляющим Дворянским и Крестьянским банками. Участвовал в подготовке Столыпинской аграрной реформы. Для расширения операций Крестьянского банка предложил ввести принудительный выкуп части помещичьих земель, после чего из-за недовольства императора Николая II подал в отставку. После ухода Витте в отставку Путилов перешёл на частную службу. Действительный статский советник.
Член правления (1906—1908), директор-распорядитель (1908—1910) Русско-Китайского банка, а с 1910 года — председатель правления Русско-Азиатского банка, ставшего крупнейшим в России. Путилов добился от французских акционеров широкой свободы действий в реализации намеченной им программы и за короткий срок превратил Русско-Азиатский банк в крупнейшее акционерное коммерческое кредитное учреждение России. Под руководством Путилова банк занял доминирующее положение в машиностроении и металлообработке, добыче и переработке нефти, табачной и масложировой промышленности. В 1910—1914 годах Путилов создал военно-промышленный синдикат, в который вошли компании, владевшие крупнейшими Путиловским, Балтийским, Невским и другими заводами (в 1912 году предприятия, финансируемые Русско-Азиатским банком, производили почти всю полевую артиллерию и снаряды для российской армии, а также большинство лёгких крейсеров и эсминцев для Балтийского флота). Один из главных участников учреждения в Лондоне холдинга «The Russian General Oil Corporation» («Русская генеральная нефтяная корпорация», 1912 год), который сосредоточил контрольные пакеты акций российских нефтепромышленных компаний (за исключением входивших в группы Нобелей и «Шелл»). Одновременно Путилов являлся председателем и членом правлений около 50 компаний, связанных с банком, и, таким образом, имел самое большое в России число т. н. личных уний.
Путилов стал миллионером, одним из ведущих финансистов и промышленников в стране. В 1912—1916 годах совместно с И. И. Стахеевым и П. П. Батолиным создал одну из крупнейших финансово-промышленных групп (с 1916 член Т-ва «Стахеев и Кo»). По воспоминаниям С. Ю. Витте, Путилов был «одним из самых влиятельных финансистов в банковских сферах не только у нас в Петербурге, но и за границей».
Был председателем или членом правления:

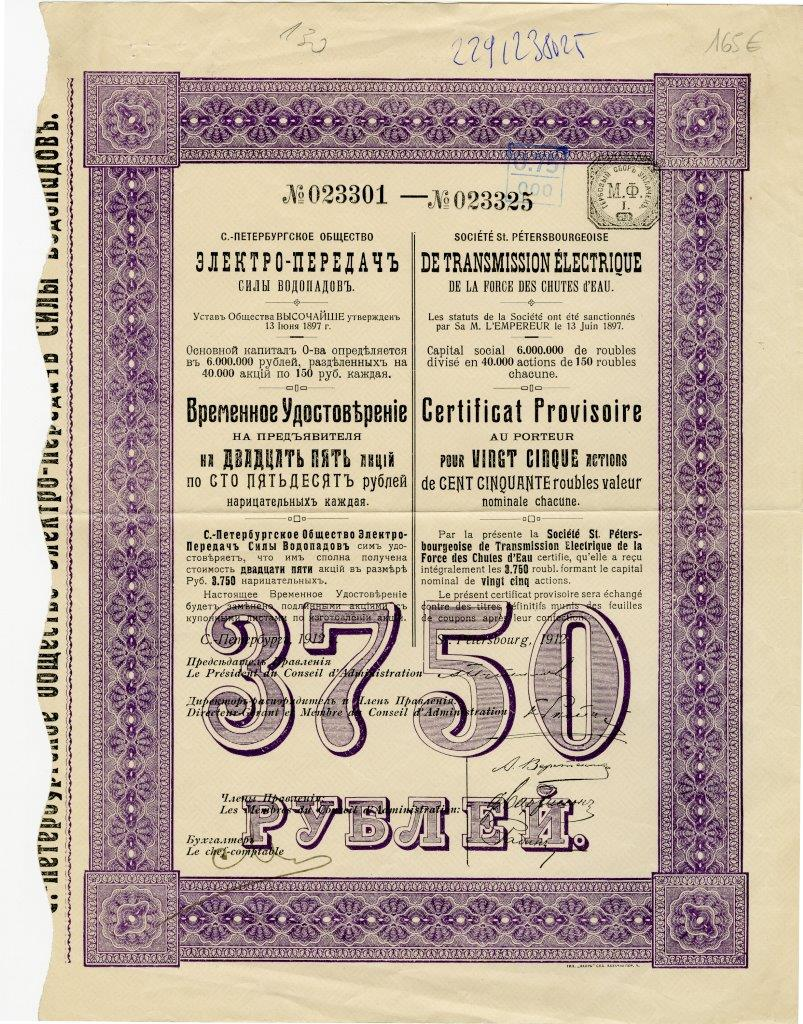
Сертификат акций «Санкт-Петербургского общества электропередач силы водопадов» с подписью А. И. Путилова — одной из компаний, председателем Правления которой являлся Алексей Иванович. Санкт-Петербург, 1912 г.

- Жилловского Общества каменноугольных копей и рудников
- Товарищества нефтяного производства «Г. М. Лианозов и сыновья»
- Общества Путиловских заводов
- Общества электрических аккумуляторов «Рекс»
- Русского Общества «Сименс-Шуккерт»
- Петербургского нефтепромышленного Общества
- Санкт-Петербургского Общества электропередач силы водопадов
- Общества Армавир-Туапсинской железной дороги
- Русского Общества для изготовления снарядов и военных припасов
- Общества Китайско-Восточной железной дороги
- АО механических, гильзовых и трубочных заводов Барановского
- Горско-Ивановского каменноугольного Общества
- АО «Электрическая сила»
- Нефтепромышленного АО «Эмба-Каспий»
- «Бакинского нефтяного общества»
- АО «Промет»
- Товарищества Петербургского вагоностроительного завода
- Общества Московско-Казанской железной дороги

Член совета съездов представителей промышленности и торговли.
Во время Первой мировой войны — член особого совещания по снабжению при Военном министерстве. Гласный Петроградской городской думы.
Один из самых богатых людей России (только годовое жалование директора банка было 400 тысяч золотых рублей) был крайне аскетичен в быту: даже на высоких совещаниях появлялся в потёртом пиджаке, лацканы которого были вечно испачканы сигарным пеплом.
После Февральской революции вместе с А. И. Вышнеградским создал «Общество экономического возрождения России», в которое вошли представители ряда крупнейших банков и страховых обществ Петрограда.
Активно поддерживал Л. Г. Корнилова, оказывал финансовую помощь его сторонникам. После провала Корниловского выступления уехал из Петрограда. После Октябрьской революции Совнарком 13 и 30 декабря 1917 года принял два декрета, каждый из которых содержал положение о конфискации всего движимого и недвижимого имущества Путилова. В первом из декретов Путилов объявлялся врагом народа.
В 1918 году находился в Китае и полосе КВЖД, сотрудничал с генералом Д. Л. Хорватом. Во время Гражданской войны 1917—1922 оказывал финансовую помощь Вооружённым силам Юга России. Член политического совета Монархической организации Центральной России, ЦК Российской торгово-промышленной партии и финансового союза (Торгпрома).
Восстановил деятельность Русско-Азиатского банка на основе его зарубежных отделений. Большая часть отделений банка действовала в Китае, однако функции правления перешли к представительству банка в Париже, которым руководил Путилов. В 1921 году в Париже вёл переговоры с Л. Б. Красиным о возможности создания советско-французского эмиссионного банка для помощи Советской России в проведении денежной реформы. В 1926 году эмигрантская пресса обвинила Путилова в том, что он вёл переговоры с Советской Россией по поводу передачи ей банка. В результате он был смещён со своего поста. Председателем правления стал князь С. В. Кудашев. Осенью того же года банк был признан несостоятельным должником и ликвидирован.

## Семья
Был женат на Вере Александровне, урождённой Зейфарт, дочери преподавателя черчения и съёмки академии Генерального Штаба, и.д. начальника академии в 1914—1915 годах, генерал-лейтенанта Александра Александровича Зейфарта (1835—1918).
Дети: Екатерина (в замужестве Розалион-Сошальская; 02.11.1892—?), Мария, Сергей, Иван (12.02.1902—18.05.1977). Мария покончила жизнь самоубийством 12 мая 1912 (приняв смертельную дозу мышьяка) из-за запрета родителей выйти замуж за любимого человека. Возлюбленный Марии застрелился на лестничной площадке около квартиры А. И. Путилова. Иван был близким другом академика П. Л. Капицы периода 1916—1926 годов. Алексей Иванович являлся свояком Кирилла Кирилловича Черносвитова, политического деятеля, члена конституционно-демократической партии, депутата I, II, III и IV созывов Государственной Думы.
Проживал с семьёй в Санкт-Петербурге на Мытнинской наб., д. 11, последние 20 лет перед революцией 1917 года.
Жена, дочь Екатерина, внучка и младший сын Иван после революции октября 1917 года продолжали проживать по старому адресу.
Весной 1918 года перешли советско-финскую границу по льду Финского залива, далее проследовали в Париж. Сын Сергей выехал из России до Октябрьской революции 1917 года.

## Русское масонство
В 1896 посвящён в масоны во французской ложе «Космос». Финансировал создание (1921) и посещал заседания (с 1923) масонского капитула «Астрея» в Париже, объединявшего часть русских эмигрантов; член-основатель трёх масонских лож..

## Фильмография
В 2005 году студия «Мастерская Игоря Шадхана» Петербургского телевидения завершила съёмки документального фильма под названием «Второй Путилов», посвящённому финансисту и предпринимателю Алексею Ивановичу Путилову.